# Fußball-Weltmeisterschaft 1966/Statistik
Dieser Artikel gibt einen Überblick über die Rekorde und Statistiken zur Fußball-Weltmeisterschaft 1966.

## Abschlusstabelle WM 1966
Die folgende Rangliste berücksichtigt die Kriterien der FIFA.
| Rang | Mannschaft     | Spiele | Siege | Unentschieden | Niederlagen | Tore | Tordifferenz | Punkte |
| ---- | -------------- | ------ | ----- | ------------- | ----------- | ---- | ------------ | ------ |
| 1    | England        | 6      | 5     | 1             | 0           | 11:3 | +8           | 11:1   |
| 2    | BR Deutschland | 6      | 4     | 1             | 1           | 15:6 | +9           | 9:3    |
| 3    | Portugal (E)   | 6      | 5     | 0             | 1           | 17:8 | +9           | 10:2   |
| 4    | Sowjetunion    | 6      | 4     | 0             | 2           | 10:6 | +4           | 8:4    |
| 5    | Argentinien    | 4      | 2     | 1             | 1           | 4:2  | +2           | 5:3    |
| 6    | Ungarn         | 4      | 2     | 0             | 2           | 8:7  | +1           | 4:4    |
| 7    | Uruguay        | 4      | 1     | 2             | 1           | 2:5  | −3           | 4:4    |
| 8    | Nordkorea (E)  | 4      | 1     | 1             | 2           | 5:9  | −2           | 3:5    |
| 9    | Italien        | 3      | 1     | 1             | 1           | 3:2  | +1           | 3:3    |
| 10   | Spanien        | 3      | 1     | 0             | 2           | 4:5  | −1           | 2:4    |
| 11   | Brasilien      | 3      | 1     | 0             | 2           | 4:6  | −2           | 2:4    |
| 12   | Mexiko         | 3      | 0     | 2             | 1           | 1:3  | −2           | 2:4    |
| 13   | Chile          | 3      | 0     | 1             | 2           | 2:5  | −3           | 1:5    |
|      | Frankreich     | 3      | 0     | 1             | 2           | 2:5  | −3           | 1:5    |
| 15   | Bulgarien      | 3      | 0     | 0             | 3           | 1:8  | −7           | 0:6    |
| 16   | Schweiz        | 3      | 0     | 0             | 3           | 1:9  | −8           | 0:6    |

Anmerkungen:
- Entscheidend für die Reihenfolge nach FIFA-Kriterien ist zunächst die erreichte Runde (Sieger, Finalist, Dritter, Halbfinalist, Viertelfinalist, Vorrunde). Ist die erreichte Runde gleich, entscheiden der Reihe nach die Zahl der Punkte, die Tordifferenz, die Zahl der geschossenen Tore und der direkte Vergleich.[1]
- (E) = Erstteilnehmer

## Spieler
- Jüngster Spieler: Edu (Brasilien) mit 16 Jahren (ohne Einsatz)
- Jüngster eingesetzter Spieler: Tostão (Brasilien) mit 19 Jahren und 171 Tagen (1 Einsatz)
- Ältester Spieler: Djalma Santos (Brasilien) mit 39 Jahren und 166 Tagen (2 Einsätze)

## Torschützen
- Erster Torschütze: Pelé (Brasilien) in der 15. Minute des Spiels gegen Bulgarien
- Jüngster Torschütze: Tostão (Brasilien) mit 19 Jahren und 171 Tagen
- Ältester Torschütze: Garrincha (Brasilien) mit 32 Jahren und 257 Tagen
- Erster Torschütze mit 3 Toren im Endspiel: Geoff Hurst (England)
- Schnellster Torschütze: Pak Seung-zin (Nordkorea) in der 50. Sekunde des Viertelfinal-Spiels gegen Portugal
- Pak Seung-zin erzielte beim 1:1 gegen Chile das 700. WM-Tor

### Die besten Torschützen
Die neun Tore von Eusébio wurden nur noch einmal – vier Jahre später von Gerd Müller – übertroffen.
| Rang | Spieler             | Tore |
| ---- | ------------------- | ---- |
| 1    | Eusébio             | 9    |
| 2    | Helmut Haller       | 6    |
| 3    | Franz Beckenbauer   | 4    |
| 3    | Ferenc Bene         | 4    |
| 3    | Geoff Hurst         | 4    |
| 3    | Waleri Porkujan     | 4    |
| 7    | Luis Artime         | 3    |
| 7    | Eduard Malofejew    | 3    |
| 7    | José Augusto        | 3    |
| 7    | José Augusto Torres | 3    |
| 7    | Bobby Charlton      | 3    |
| 7    | Roger Hunt          | 3    |

| Rang | Spieler             | Tore |
| ---- | ------------------- | ---- |
| 13   | Rubén Marcos        | 2    |
| 13   | Igor Tschislenko    | 2    |
| 13   | Pak Seung-zin       | 2    |
| 13   | Kálmán Mészöly      | 2    |
| 13   | Uwe Seeler          | 2    |
| 18   | Lothar Emmerich     | 1    |
| 18   | Sigfried Held       | 1    |
| 18   | Wolfgang Weber      | 1    |
| 18   | René-Pierre Quentin | 1    |
| …    |                     |      |

Darüber hinaus gab es 24 weitere Spieler mit je einem Treffer. Hinzu kamen zwei Eigentore.

## Trainer
- Jüngster Trainer: Myung Rye-hyun (Nordkorea) mit 40 Jahren
- Nur Bulgarien, Portugal und die Schweiz wurden von einem ausländischen Trainer betreut, dem Österreicher Rudolf Vytlačil, der zuvor schon die Tschechoslowakei betreut hatte, dem Brasilianer Otto Glória bzw. dem Italiener Alfredo Foni.

## Qualifikation
- Für diese WM hatten sich 71 Mannschaften gemeldet, 15 mehr als vier Jahre zuvor.
- England als Gastgeber und Brasilien als Titelverteidiger waren automatisch qualifiziert.
- Belgien hatte zwar die bessere Tordifferenz als die punktgleichen Bulgaren, da diese nicht zählte mussten sie ein Entscheidungsspiel bestreiten, das mit 1:2 in Florenz verloren wurde.
- In der Gruppe von Irland und Spanien sollte Syrien mitspielen, zog aber zurück. Nach einem 1:0-Heimsieg der Iren gegen Spanien verloren sie in Spanien mit 1:4. Da auch hier die Tordifferenz nicht zählte, gab es ein Entscheidungsspiel in Paris, das Spanien mit 1:0 gewann.
- Auch in Südamerika gab es ein Entscheidungsspiel zwischen Chile und den punktgleichen Ecuadorianern, da auch hier die Tore nicht zählten. Chile gewann und konnte wieder teilnehmen.
- Da den afrikanischen, asiatischen und ozeanischen Mannschaften nur ein Endrundenplatz zugestanden wurde, um den 18 Mannschaften kämpfen sollten, zogen alle afrikanischen Mannschaften sowie Südkorea zurück. Es verblieben Australien und Nordkorea, die in zwei Spielen mit dem besseren Ende für Nordkorea um den Startplatz spielten.
- Südafrika wurde auf Druck der afrikanischen Mannschaften wegen dessen Apartheid-Politik von der FIFA suspendiert.
- Mit Mexiko konnte sich erstmals der amtierende Nord- und Mittelamerikameister qualifizieren.

## Besonderheiten
- Das Spiel zwischen England und Uruguay war das erste offizielle Eröffnungsspiel. Mit ihm begann eine Serie von vier torlosen Eröffnungsspielen, die erst bei der WM 1982 durch die 0:1-Niederlage von Titelverteidiger Argentinien gegen Belgien endete.
- Mit Deutschland und Uruguay trafen erstmals zwei ehemalige Weltmeister in der K.-o.-Runde aufeinander.
- Brasilien schied als zweiter Titelverteidiger nach Italien (1950) in der Vorrunde aus.
- Der mexikanische Torhüter Antonio Carbajal nahm als erster Spieler zum fünften Mal teil. Zwischen seinem ersten und letzten WM-Spiel lagen 16 Jahre und 25 Tage, ein Rekord, der erst 2018 von seinem Landsmann Rafael Márquez um vier Tage überboten wurde.
- Portugal ist bis heute der letzte Neuling, der die meisten Turniertore schoss (17). Die anderen waren Argentinien und Italien bei der ersten und zweiten WM-Endrunde.
- Mit der 1:3-Niederlage gegen Ungarn im zweiten Gruppenspiel endete für Brasilien die längste Serie von 13 Spielen ohne Niederlage. Die letzte Mannschaft, gegen die Brasilien zuvor verloren hatte, waren 1954 die Ungarn im Viertelfinale.
- Der 4:0-Sieg Deutschlands im Viertelfinale gegen Uruguay ist neben dem 4:0 von Frankreich gegen Nordirland der höchste Viertelfinalsieg direkt nach einer Vorrunde.
- Zum zweiten Mal nach 1934 kamen alle vier Halbfinalisten aus Europa.
- Zum zweiten und bisher letzten Mal wurde eine Mannschaft Weltmeister, die nur in einem Stadion spielte. 1930 war es Uruguay, nun England im Wembley-Stadion.

## Fortlaufende Rangliste
England erreicht durch den WM-Titel die Top 10 und kann dort trotz mehrerer erfolgloser Qualifikationen in den nächsten Jahren dauerhaft bleiben. Neuling Portugal steigt durch den dritten Platz auf Platz 17 ein, was kein Neuling bei den folgenden Turnieren toppen kann. Ungarn erreicht mit Platz 3 seine beste Platzierung, steigt aber durch misslungene Qualifikationen in den folgenden Jahren und schlechte Ergebnisse bei gelungener Qualifikation sukzessive aus den Top 10 ab. Der fünfte Platz ist die schlechteste Platzierung für Italien.
| Rang | Mannschaft               | Teilnahmen | Spiele | Siege | Unentschieden | Niederlagen | Tore  | Tordifferenz | Punkte |
| ---- | ------------------------ | ---------- | ------ | ----- | ------------- | ----------- | ----- | ------------ | ------ |
| 1    | Brasilien (=)            | 8          | 32     | 20    | 5             | 7           | 84:42 | +42          | 45:19  |
| 2    | BR Deutschland (=)       | 6          | 28     | 16    | 5             | 7           | 70:49 | +21          | 37:19  |
| 3    | Ungarn ↑1                | 6          | 24     | 13    | 2             | 8           | 70:34 | +36          | 28:18  |
| 4    | Uruguay ↑1               | 5          | 20     | 12    | 3             | 5           | 52:28 | +24          | 27:13  |
| 5    | Italien ↓2               | 6          | 20     | 12    | 3             | 5           | 39:22 | +17          | 27:13  |
| 6    | England ↑9               | 5          | 20     | 8     | 6             | 6           | 30:24 | +6           | 22:18  |
| 7    | Jugoslawien ↓1           | 5          | 19     | 9     | 3             | 7           | 33:27 | +6           | 21:17  |
| 8    | Tschechoslowakei ↓1      | 5          | 19     | 8     | 3             | 8           | 30:29 | +1           | 19:19  |
| 9    | Sowjetunion ↑7           | 3          | 15     | 8     | 2             | 5           | 24:19 | +5           | 18:12  |
| 10   | Argentinien ↑1           | 5          | 16     | 8     | 2             | 6           | 31:27 | +4           | 18:14  |
| 11   | Schweden ↓3              | 4          | 16     | 8     | 2             | 6           | 38:35 | +3           | 18:14  |
| 12   | Chile ↓3                 | 4          | 15     | 7     | 1             | 7           | 22:22 | ±0           | 15:15  |
| 13   | Frankreich ↓3            | 6          | 17     | 7     | 1             | 9           | 38:33 | +5           | 15:19  |
| 14   | Spanien ↓1               | 4          | 15     | 6     | 2             | 7           | 20:23 | −3           | 14:16  |
| 15   | Österreich ↓3            | 3          | 12     | 6     | 1             | 5           | 26:26 | ±0           | 13:11  |
| 16   | Schweiz ↓2               | 6          | 18     | 5     | 2             | 11          | 28:44 | −16          | 12:24  |
| 17   | Portugal (N)             | 1          | 6      | 5     | 0             | 1           | 17:8  | +9           | 10:2   |
| 18   | Paraguay ↓1              | 3          | 7      | 2     | 2             | 3           | 12:19 | −7           | 6:8    |
| 19   | Vereinigte Staaten ↓1    | 3          | 7      | 3     | 0             | 4           | 12:21 | −9           | 6:8    |
| 20   | Wales ↓1                 | 1          | 5      | 1     | 3             | 1           | 4:4   | ±0           | 5:5    |
| 21   | Nordirland ↓1            | 1          | 5      | 2     | 1             | 2           | 6:10  | −4           | 5:5    |
| 22   | Mexiko ↑1                | 6          | 17     | 1     | 3             | 13          | 13:46 | −33          | 5:29   |
| 23   | Kuba ↓2                  | 1          | 3      | 1     | 1             | 1           | 5:12  | −7           | 3:3    |
| 24   | Nordkorea (N)            | 1          | 4      | 1     | 1             | 2           | 5:9   | −2           | 3:5    |
| 25   | Rumänien ↓3              | 3          | 5      | 1     | 1             | 3           | 8:12  | −4           | 3:7    |
| 26   | Türkei ↓2                | 1          | 3      | 1     | 0             | 2           | 10:11 | −1           | 2:4    |
| 27   | Kolumbien ↓2             | 1          | 3      | 0     | 1             | 2           | 5:11  | −6           | 1:5    |
| 28   | Schottland ↓1            | 2          | 5      | 0     | 1             | 4           | 4:14  | −10          | 1:9    |
| 29   | Belgien ↓1               | 4          | 6      | 0     | 1             | 5           | 8:20  | −12          | 1:11   |
| 30   | Bulgarien ↓5             | 2          | 6      | 0     | 1             | 5           | 2:15  | −13          | 1:11   |
| 31   | Polen ↓2                 | 1          | 1      | 0     | 0             | 1           | 5:6   | −1           | 0:2    |
| 32   | Norwegen ↓2              | 1          | 1      | 0     | 0             | 1           | 1:2   | −1           | 0:2    |
| 33   | Ägypten ↓2               | 1          | 1      | 0     | 0             | 1           | 2:4   | −2           | 0:2    |
| 34   | Niederländisch-Indien ↓2 | 1          | 1      | 0     | 0             | 1           | 0:6   | −6           | 0:2    |
| 35   | Peru ↓2                  | 1          | 2      | 0     | 0             | 2           | 1:4   | −3           | 0:4    |
| 36   | Niederlande ↓2           | 2          | 2      | 0     | 0             | 2           | 2:6   | −4           | 0:4    |
| 37   | Südkorea ↓2              | 1          | 2      | 0     | 0             | 2           | 0:16  | −16          | 0:4    |
| 38   | Bolivien ↓2              | 2          | 2      | 0     | 0             | 2           | 0:16  | −16          | 0:6    |

- Anmerkung: Kursiv gesetzte Mannschaften waren 1966 nicht dabei, die fett gesetzte Mannschaft gewann das Turnier